# Walter Jupé

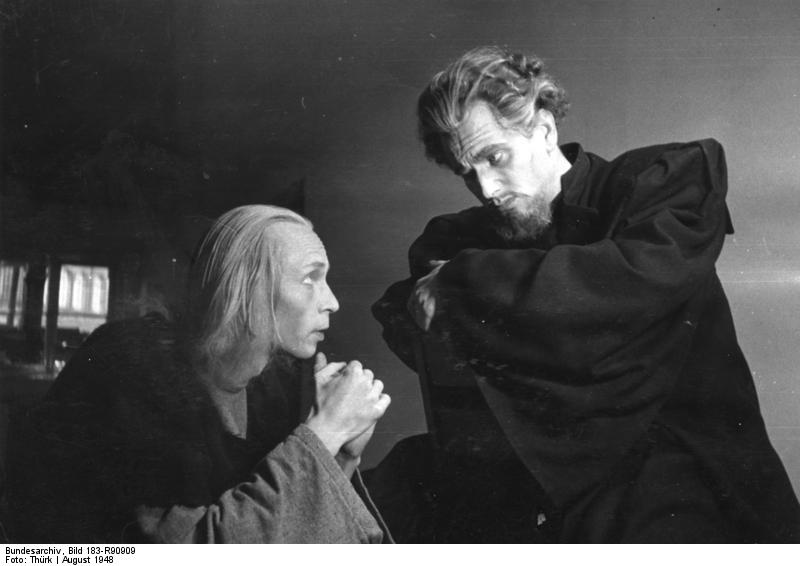
Walter Jupé (links) und Gerhard Becker in einer Inszenierung von Goethes Faust, 1948

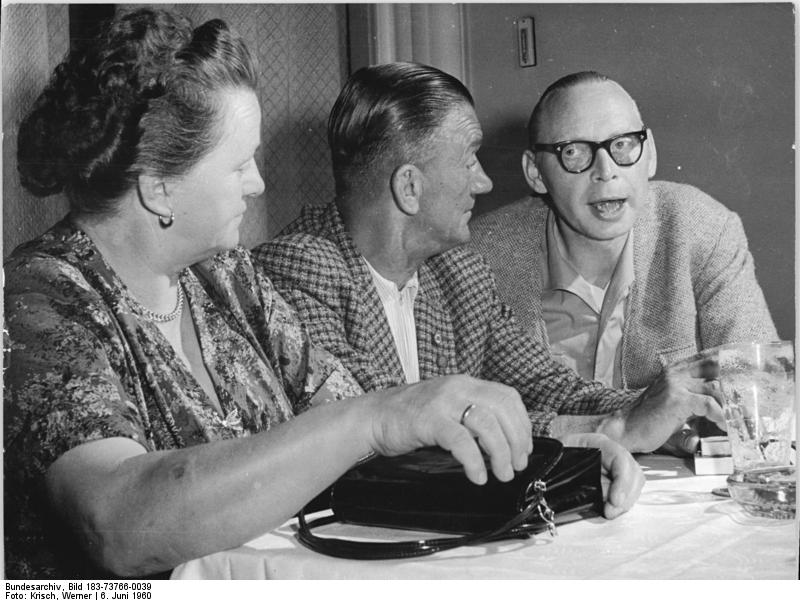
Schauspieler Walter Jupé (rechts) im Gespräch mit Gästen der II. FDGB-Arbeiterfestspiele (1960)

Walter Jupé (* 6. April 1916 in Berlin; † 16. November 1985 ebenda) war ein deutscher Schauspieler, Drehbuchautor und Dramaturg.

## Leben
Nach seiner Schauspielausbildung bei Helene Lackner debütierte Jupé 1943 an einer Bühne in Oldenburg, spielte nach dem Kriegsende am Deutschen Nationaltheater in Weimar, bis er 1952 ans Ostberliner Maxim-Gorki-Theater wechselte und dort bis 1982 als Darsteller wirkte. Neben seiner Bühnentätigkeit startete Jupé Mitte der 1950er Jahre auch eine Film- und Fernsehkarriere bei der DEFA und dem Fernsehen der DDR, spielte hier oft negative Gestalten in historischen Streifen, wie beispielsweise in dem Fernsehfilm Die Affäre Heyde-Sawade (1963). Daneben spielte er aber auch in heiteren Stoffen und Gegenwartsstreifen mit. Der bekannteste Kinofilm mit Jupé ist Spur der Steine.
Gemeinsam mit dem Autor Friedrich Karl Kaul schrieb er über 40 Episoden der Krimi-Fernsehpitavale, bei denen historische Kriminalfälle aufgearbeitet wurden. Jupé glänzte in der erfolgreichen Fernsehserie des DFF als Autor und Hauptdarsteller. Einige Episoden wurden später auch in Spielfilmen umgesetzt, wie beispielsweise Lebende Ware (1966), oder Der Mord, der nie verjährt (1967).

## Filmografie (Auswahl)
- 1952: Geheimakten Solvay
- 1954: Gefährliche Fracht
- 1955: Ernst Thälmann – Führer seiner Klasse
- 1956: Thomas Müntzer – Ein Film deutscher Geschichte
- 1957: Bärenburger Schnurre
- 1957: Der Fackelträger (Buch mit Friedrich Karl Kaul)
- 1958: Weimarer Pitaval: Der Fall Saffran (Fernsehreihe – Buch mit Friedrich Karl Kaul)
- 1959: Weimarer Pitaval: Der Fall Wandt (Buch mit Friedrich Karl Kaul)
- 1959: Weimarer Pitaval: Der Fall Harry Domela (Rolle und Buch mit Friedrich Karl Kaul)
- 1959: Fernsehpitaval: Der Fall Jakubowski (Fernsehreihe – Buch mit Friedrich Karl Kaul)
- 1959: Senta auf Abwegen
- 1959: Ware für Katalonien
- 1960: Fernsehpitaval: Der Fall Haarmann (Buch mit Friedrich Karl Kaul)
- 1960: Fernsehpitaval: Der Fall Hugo Stinnes jr. (Rolle und Buch mit Friedrich Karl Kaul)
- 1960: Begegnung im Zwielicht (Spotkania w mroku)
- 1960: Fernsehpitaval: Der Fall Hoefle (Buch mit Friedrich Karl Kaul)
- 1960: Guten Tag, lieber Tag
- 1960: Fernsehpitaval: Der Fall Dibelius – Schnoor (Buch mit Friedrich Karl Kaul)
- 1961: Fernsehpitaval: Der Fall Denke (Buch mit Friedrich Karl Kaul)
- 1961: Das hölzerne Kälbchen
- 1962: Fernsehpitaval: Auf der Flucht erschossen (Buch mit Friedrich Karl Kaul und Rolle)
- 1962: Ach, du fröhliche …
- 1962/1990: Monolog für einen Taxifahrer (Fernsehfilm)
- 1963: Bonner Pitaval: Die Affäre Heyde-Sawade (Fernsehreihe)
- 1963: Arnold Zweig (Sprecher)
- 1965: Das Kaninchen bin ich
- 1965: Dr. Schlüter (Fernsehmehrteiler)
- 1965: Solange Leben in mir ist
- 1966: Pitaval des Kaiserreiches: Die Ermordung des Rittmeisters von Krosigk (Fernsehreihe – Buch mit Friedrich Karl Kaul und Hauptrolle)
- 1966: Spur der Steine
- 1966: Lebende Ware
- 1966: Pitaval des Kaiserreiches: Der Prozeß gegen die Gräfin Kwilecki (Fernsehreihe – Buch mit Friedrich Karl Kaul und Hauptrolle)
- 1968: Der Mord, der nie verjährt
- 1968: Heroin
- 1968–1970: Ich – Axel Cäsar Springer (Fernsehmehrteiler)
- 1969: Hans Beimler Kamerad (Fernsehfilm)
- 1970: Jeder stirbt für sich allein (Fernsehfilm, 3 Teile)
- 1971: Tod in der Kurve (Fernsehfilm)
- 1972: Trotz alledem!
- 1972: Die Bilder des Zeugen Schattmann (Fernsehmehrteiler)
- 1972: Das Geheimnis der Anden (Fernsehmehrteiler)
- 1975: Jenny (Fernsehfilm)
- 1976: Des Doktors Dilemma (Fernsehfilm)
- 1980: Unser Mann ist König (Fernsehmehrteiler)
- 1982: Melanie van der Straaten (Fernsehfilm)
- 1982: Die Gerechten von Kummerow
- 1984: Drei Schwestern (Fernsehfilm)
- 1987: Wie die Alten sungen…

## Theater (Auswahl)
- 1948: Johann Wolfgang von Goethe: Faust (Wagner) – Regie: Hans-Robert Bortfeldt (Nationaltheater Weimar)
- 1948: Bertolt Brecht: Furcht und Elend des Dritten Reichs (mehrere Rollen und Songs) – Regie: Hans-Robert Bortfeldt (Nationaltheater Weimar)
- 1953: Julius Hay: Energie (Prof. Gaston Monier) – Regie: Otto Lang (Maxim-Gorki-Theater Berlin)
- 1953: Anatolij Surow: Das grüne Signal (Krutilin) – Regie: Maxim Vallentin (Maxim-Gorki-Theater Berlin)
- 1953: Iwan Popow: Die Familie (Lehrer) – Regie: Werner Schulz-Wittan (Maxim-Gorki-Theater Berlin)
- 1954: Maxim Gorki: Dostigajew und andere (Pope) – Regie: Maxim Vallentin (Maxim-Gorki-Theater Berlin)
- 1954: Gerhart Hauptmann: Der Biberpelz (Motes) – Regie: Werner Schulz-Wittan (Maxim-Gorki-Theater Berlin)
- 1954: Johann Wolfgang von Goethe: Die Mitschuldigen (Söller) – Regie: Hans-Robert Bortfeldt (Maxim-Gorki-Theater Berlin)
- 1954: Molière: George Dandin – Regie: Hans-Robert Bortfeldt  (Maxim-Gorki-Theater Berlin)
- 1955: Friedrich Wolf: Das Schiff auf der Donau (Rebstock) – Regie: Maxim Vallentin (Maxim-Gorki-Theater Berlin)
- 1955: Friedrich Schiller: Die Räuber (Spiegelberg) – Regie: Maxim Vallentin (Maxim-Gorki-Theater Berlin)
- 1955: Molière: George Dandin – Regie: Achim Hübner  (Maxim-Gorki-Theater Berlin)
- 1956: Johannes R. Becher: Der Weg nach Füssen (Kurt Knauer) – Regie: Maxim Vallentin (Maxim-Gorki-Theater Berlin)
- 1956: George Bernard Shaw: Die Häuser des Herrn Sartorius (Snob) – Regie: Erich-Alexander Winds (Maxim-Gorki-Theater Berlin)
- 1957: Georg Kaiser: David und Goliath (Bankkassierer Sophus Möller) – Regie: Gerhard Klingenberg (Maxim-Gorki-Theater Berlin)
- 1957: Ewan MacColl: Unternehmen Ölzweig (Regierender Greis von Athen) – Regie: Joan Littlewood (Maxim-Gorki-Theater Berlin)
- 1958: Eduardo De Filippo: Lügen haben lange Beine (Guglielmo) – Regie: Werner Schulz-Wittan (Maxim-Gorki-Theater Berlin)
- 1958: Hans Lucke: Kaution (McCarthy) – Regie: Erich-Alexander Winds (Maxim-Gorki-Theater Berlin)
- 1959: Alexander Ostrowski: Diebe Und Liebe (Pyshikow) – Regie: Werner Schulz-Wittan (Maxim-Gorki-Theater Berlin)
- 1959: Maxim Gorki: Feinde (Nikolaj Skrobotow) – Regie: Hans Dieter Mäde (Maxim-Gorki-Theater Berlin)
- 1960: Friedrich Schiller: Die Räuber (Spiegelberg) – Regie: Maxim Vallentin/Hans Dieter Mäde (Maxim-Gorki-Theater Berlin)
- 1961: Ewan MacColl: Unternehmen Ölzweig – Regie: Horst Schönemann (Maxim-Gorki-Theater Berlin)
- 1961: Maxim Gorki: Nachtasyl (Baron) – Regie: Maxim Vallentin (Maxim-Gorki-Theater Berlin)
- 1961: Ewan MacColl: Rummelplatz – Regie: Hans Dieter Mäde (Maxim-Gorki-Theater Berlin)
- 1962: Pavel Kohout (nach Jules Verne): Die Reise um die Erde in 80 Tagen (Kapitän Speedy) – Regie: Horst Schönemann (Maxim-Gorki-Theater Berlin)
- 1962: Lajos Mesterházi: Das elfte Gebot (Zoltán) – Regie: Horst Schönemann/Helfried Schöbel (Maxim-Gorki-Theater Berlin)
- 1962: Maxim Gorki: Jegor Bulytschow und andere (Frommer Narr) – Regie: Maxim Vallentin (Maxim-Gorki-Theater Berlin)
- 1963: Rainer Kerndl: Seine Kinder – Regie: Horst Schönemann (Maxim-Gorki-Theater Berlin)
- 1965: Slatan Dudow: Der Feigling (Krauthahn) – Regie: Dieter Kolditz (Maxim-Gorki-Theater Berlin)
- 1966: Max Frisch: Don Juan oder Die Liebe zur Geometrie (Tenorio) – Regie: Wolfram Krempel (Maxim-Gorki-Theater Berlin)
- 1968: Seán O’Casey: Der Stern wird rot (Purpurpriester) – Regie: Kurt Veth (Maxim-Gorki-Theater Berlin)
- 1969: Michail Schatrow: Bolschewiki (Pokrowski) – Regie: Fritz Bornemann (Maxim-Gorki-Theater Berlin)
- 1969: Nikolai Gogol: Der Revisor (Stadthauptmann) – Regie: Hans-Georg Simmgen (Maxim-Gorki-Theater Berlin)
- 1970: Ernst Ottwalt: Kalifornische Ballade (mehrere Rollen) – Regie: Fritz Bornemann (Maxim-Gorki-Theater Berlin)
- 1970: Klaus Wolf: Lagerfeuer (Hausmeister/Pförtner/Feuerwehrhauptmann) – Regie: Achim Hübner/Fritz Bornemann (Maxim-Gorki-Theater Berlin)
- 1975: Maxim Gorki: Die Letzten (Lestsch) – Regie: Wolfgang Heinz (Maxim-Gorki-Theater Berlin)

## Hörspiele
- 1955: Anna Seghers: Das siebte Kreuz – Regie: Hedda Zinner (Rundfunk der DDR)
- 1956: William Shakespeare: Hamlet, Prinz von Dänemark (Güldenstern) – Regie: Martin Flörchinger (Hörspiel – Rundfunk der DDR)
- 1958: Bruno Apitz: Nackt unter Wölfen (SS-Mann) – Regie: Joachim Witte (Rundfunk der DDR)
- 1959: Autor mit Friedrich Karl Kaul: Alles beim alten – Regie: Gert Beinemann (Hörspiel – Rundfunk der DDR)
- 1962: Max Messer: Der Tod ist kein Geschäft – Regie: Hans Knötzsch (Rundfunk der DDR)
- 1966: Bertolt Brecht: Das Verhör des Lukullus (Eine fahle Stimme) – Regie: Kurt Veth (Rundfunk der DDR)
- 1971: Heinrich Mann: Die Vollendung des Königs Henri Quatre – Regie: Fritz Göhler (Hörspiel – Rundfunk der DDR)
- 1975: Gabriel Garcia Marquez: Zeit zu sterben – Regie: Wolfgang Schonendorf (Hörspiel – Rundfunk der DDR)